# Nicola Fabrizi
Nicolò Fabrizi, detto Nicola (Modena, 4 aprile 1804 – Roma, 31 marzo 1885), è stato un militare, patriota e politico italiano.

## Biografia
Fabrizi è figlio dell'avvocato Ambrogio e dalla nobile ferrarese Barbara Piretti, e fratello maggiore di Paolo, Carlo e Luigi.
Si vuole la famiglia paterna essere originaria di Sassi.
Si diplomò notaio e studiò giurisprudenza a Modena. Nel febbraio 1831 prese parte all'insurrezione di Ciro Menotti e cacciato il duca fu posto al comando del reggimento di fanteria leggera contro gli austriaci. Sconfitti, fu arrestato e incarcerato a Venezia. 
Fu liberato l'anno successivo; riparò a Marsiglia, dove si avvicinò al pensiero di Giuseppe Mazzini e alla sua Giovine Italia. Qui conobbe Luigi Orlando, appartenente alla famiglia Orlando, diventando amico e compagno di tante battaglie per l'unificazione d'Italia. Espulso dalla Francia nel 1834 riparò in Svizzera e prese parte col grado di capitano alla fallita spedizione di Savoia. 
Andato esule in Spagna, prese parte in Catalogna alla guerra civile tra carlisti e cristini (di tendenza liberale), con quest'ultimi, come addetto allo stato maggiore del reggimento di Cazadores de Oporto.

### Le rivolte in Sicilia
Richiamato dalle rivolte nel sud est della Sicilia del 1837 scoppiate per un'epidemia colerica, si recò a Malta e qui fondò la Legione italica, un'organizzazione che avrebbe dovuto capeggiare un movimento di guerriglia, stabilendo la sua base operativa nel Sud Italia, lontano da Mazzini. Fabrizi si concentrò essenzialmente sulla Sicilia, dove fino al 1841 strinse una fitta rete di rapporti e collegamenti, mentre Mazzini ritenne poco opportuno intervenire per la paura che i Siciliani avrebbero avviato una secessione dal regno delle due Sicilie senza poi volersi unificare al futuro regno d'Italia. Nel 1843 fallì un'insurrezione che aveva tentato in Romagna e nei ducati. Scoppiata la rivoluzione siciliana del 1848 si recò a Messina dove il governo provvisorio gli riconobbe il grado di colonnello ma presto, deluso dalla scelta monarchica di Ruggero Settimo e Vincenzo Fardella, si spostò nel Lombardo Veneto dove fu colonnello addetto allo stato maggiore del generale napoletano Guglielmo Pepe e nel 1849 prese parte alla difesa di Roma combattendo contro i francesi e i borbonici.
Nel 1853 tornò a Malta dove ebbe un fitto scambio letterario con Rosolino Pilo e strinse rapporti con un altro esule siciliano Matteo Raeli e insieme dall'isola britannica nel 1860 tennero i contatti e organizzarono la rivolta nel Val di Noto.

### Con Garibaldi
Noto è il suo telegramma cifrato da lui inviato da Malta il 26 aprile 1860 per sollecitare Garibaldi alla partenza informandolo degli esiti della rivolta della Gancia. Dopo lo sbarco dei Mille arrivò il 1º giugno nel Sudest della Sicilia con un gruppo di esuli siciliani, costituì il battaglione dei "Cacciatori del Faro" di 300 uomini e congiuntosi con le truppe garibaldine, combatté a Milazzo e all'assedio di Messina facendosi apprezzare da Garibaldi. Così il dittatore lo promosse generale d'armata, e ne fece i primi d'agosto il suo comandante militare di Messina. Fu da metà settembre ministro della Guerra nella prodittatura di Antonio Mordini. Il 30 novembre dopo essersi dimesso anche dall'esercito meridionale, se ne tornò a Malta e il non essere stato eletto nel gennaio 1861 alle elezioni per la Camera nel collegio di Augusta nelle file della sinistra, lo distaccò ancor più da loro.

### Deputato del Regno
Riuscì nel dicembre di quell'anno ad approdare finalmente alla Camera, eletto deputato nelle suppletive, nel collegio di Trapani. Nel 1862 fu arrestato per breve tempo perché ritenuto responsabile di un tentativo rivoluzionario in Aspromonte.
Fu rieletto Deputato del Regno d'Italia per otto legislature, eletto a Trapani, Messina e poi a Modena fino alla morte.
Combatté ancora al fianco di Garibaldi in Trentino, nel 1866 come capo di Stato Maggiore del Corpo Volontari Italiani e con il grado di generale nella Battaglia di Mentana nel 1867.

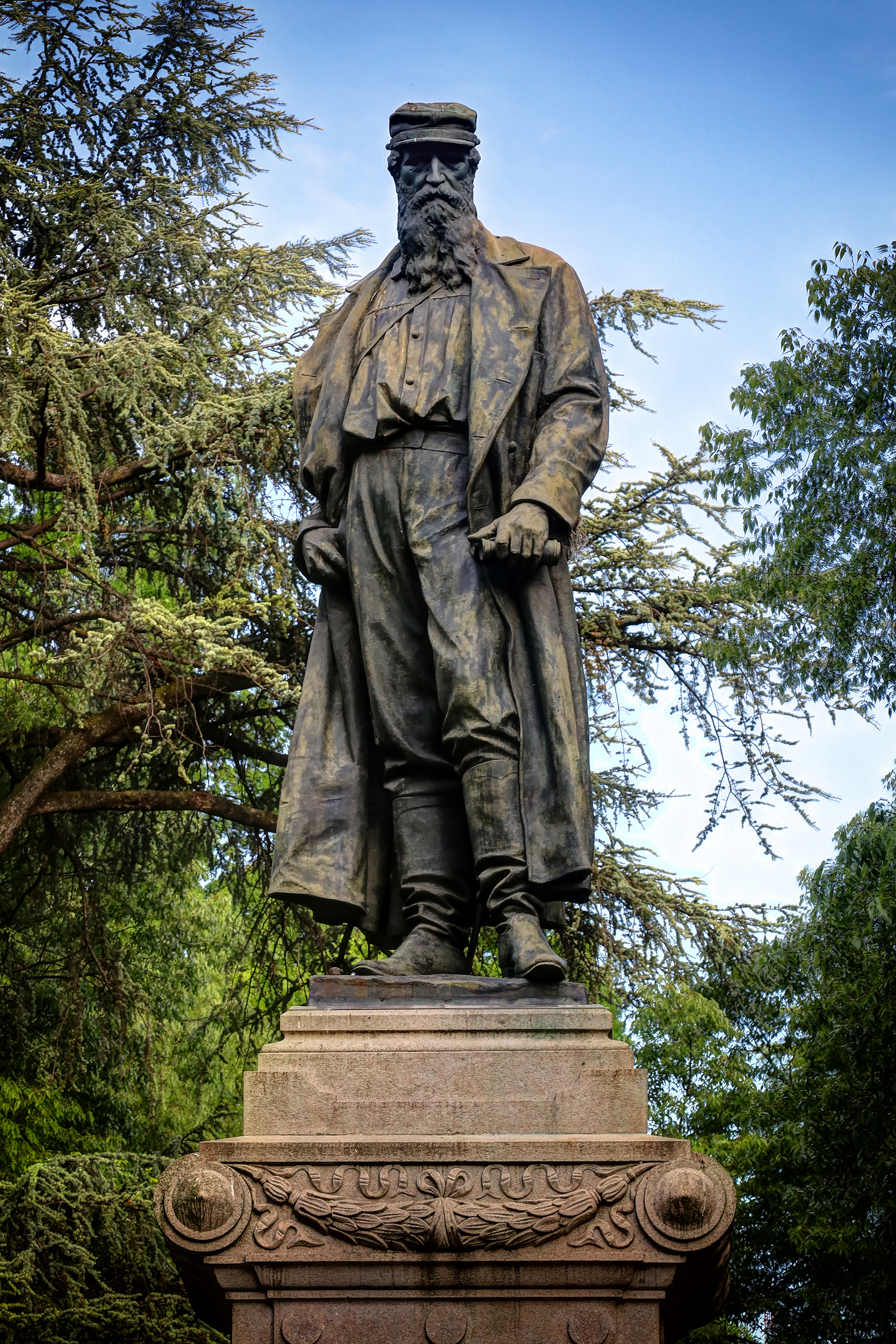
Monumento a Nicola Fabrizi, Giardini Ducali di Modena, Italia

Massone, fu membro della loggia romana "Propaganda massonica" del Grande Oriente d'Italia e gli è tuttora intitolata la Loggia Nicola Fabrizi di Modena, sempre del Grande Oriente d'Italia, Palazzo Giustiniani.

## Il monumento a lui dedicato nella natia Garfagnana

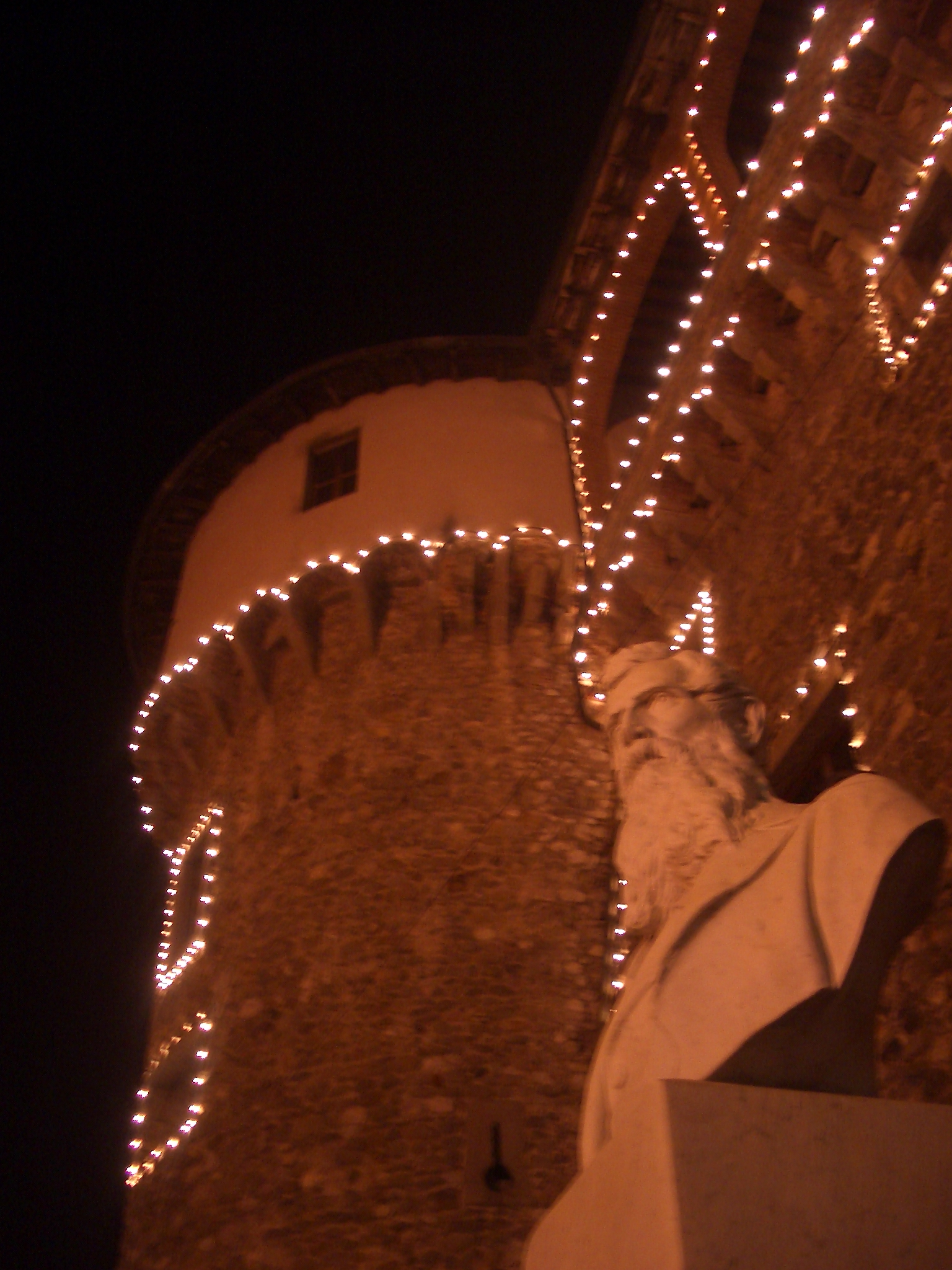
Monumento all'eroe

Scolpito da Antonio Allegretti, fu collocato al riparo della Rocca Ariostesca di Castelnuovo di Garfagnana nel 1888 per volontà della Società Operaia: all'inaugurazione erano presenti, tra gli altri, il deputato Paolo Fabrizi (nipote del nostro), Antonio Mordini e Menotti Garibaldi, che tenne l'orazione.
Spostato davanti alle scuole medie nel secondo dopoguerra, è stato ricollocato nella sede originale nell'aprile 2001.

### Lapide commemorativa
In un palazzetto di via Mancini, a Catania, fu posta una lapide marmorea:
nel giugno del MDCCCLX
fu ospite venerato
Nicola Fabrizi
che nelle cospirazioni, nell'esilio, tra l'armi,
cooperando con Mazzini e con Garibaldi
alla libertà e alla gloria d' Italia,
diede esempi memorabili di veneta prudenza,
di romana prodezza, di spartana austerità.»
(Epigrafe di Mario Rapisardi)
(Estr. dalla Nuova Antologia del 1º aprile 1941 e attribuito dal politico Roberto Galli)